# 大宮暦
大宮暦（おおみやごよみ）は、戦国時代に武蔵国大宮（現在の埼玉県さいたま市）の氷川神社で作成された仮名暦。氷川暦（ひかわごよみ）とも呼ばれる。
後北条氏の時代である天正10年（1582年）の置閏法を巡って同じ北条氏支配下の伊豆国の三島大社で作成された三島暦と争い、北条氏重臣安藤良整の再計算によって三島暦が採用されて大宮暦の頒暦が禁止されたために、衰微したと言われている（改暦#天正10年の例参照）。その後、慶長年間にも発行の記録はあるものの、残された史料が少ないために実体は不明である。